# Хёльцль, Моника
Мо́ника Хёльцль (нем. Monika Hölzl, Monica Hölzl) — австрийская кёрлингистка.
В составе женской сборной Австрии участница чемпионата мира 1983 (заняли десятое место) и трёх чемпионатов Европы (лучшее результат — восьмое место в 1982). Четырёхкратная чемпионка Австрии среди женщин.
Играла в основном на позиции второго.

## Достижения
- Чемпионат Австрии по кёрлингу среди женщин: золото (1982, 1983, 1984, 1989), серебро (1994, 2008).

## Команды
| Сезон   | Четвёртый          | Третий              | Второй             | Первый             | Запасной            | Турниры                       |
| ------- | ------------------ | ------------------- | ------------------ | ------------------ | ------------------- | ----------------------------- |
| 1981—82 | Марианна Гартнер   | Эдельтрауд Куделка  | Моника Хёльцль     | Герта Кюхенмайстер |                     | ЧАЖ 1982                      |
| 1982—83 | Герта Кюхенмайстер | Моника Хёльцль      | Эдельтрауд Куделка | Марианна Гартнер   |                     | ЧЕ 1982 (8 место)             |
| 1982—83 | Марианна Гартнер   | Эдельтрауд Куделка  | Моника Хёльцль     | Герта Кюхенмайстер |                     | ЧАЖ 1983 · ЧМ 1983 (10 место) |
| 1983—84 | Эдельтрауд Куделка | Christl Nägele      | Моника Хёльцль     | Герта Кюхенмайстер | Ingrid Märker (ЧАЖ) | ЧЕ 1983 (14 место) · ЧАЖ 1984 |
| 1988—89 | Christine Nägele   | Eva Nägele          | Моника Хёльцль     | Margit Dalik       |                     | ЧАЖ 1989                      |
| 1989—90 | Лилли Хуммельт     | Eva Nägele          | Моника Хёльцль     | Margit Dalik       |                     | ЧЕ 1989 (12 место)            |
| 1989—90 | Evi Nägele         | Margit Holzer       | Моника Хёльцль     | Margit Dalik       | Christl Höck        | ЧАЖ 1990 (4 место)            |
| 1993—94 | Вероника Хубер     | Eva Nägele          | Margit Dalik       | Ingrid Märker      | Моника Хёльцль      | ЧАЖ 1994                      |
| 2007—08 | Эдельтрауд Куделка | Heidlinde Gasteiger | Anna Reiner        | Моника Хёльцль     |                     | ЧАЖ 2008                      |

(скипы выделены полужирным шрифтом)